# Nancy Mulligan
"Nancy Mulligan" é uma canção gravada pelo músico inglês Ed Sheeran para ÷ (2017), seu terceiro álbum de estúdio. Aquando do lançamento inicial do disco no Reino Unido, o tema conseguiu fazer uma estreia na tabela oficial de canções dentro das quinze melhores posições.

## Desempenho nas tabelas musicais
| País — Tabela musical (2017)                                | Posição de pico |
| ----------------------------------------------------------- | --------------- |
| Austrália — Top 100 Singles (ARIA Charts)                   | 37              |
| Áustria — Ö3 Austria Top 40                                 | 42              |
| Canadá — Hot 100 (Billboard)                                | 51              |
| República Checa — Singles Digital - Top 100 (FIIF)          | 27              |
| Dinamarca — Single Top-40 (Hitlisten)                       | 37              |
| França — Top Singles (SNEP)                                 | 127             |
| Alemanha — Top 100 Singles (GfK Entertainment Charts)       | 43              |
| Hungria — Stream Top 40 (MAHASZ)                            | 28              |
| Irlanda — Singles Top 50 (IRMA)                             | 3               |
| Itália — Top Singoli (FIMI)                                 | 59              |
| Países Baixos — Single Top 100 (MegaCharts)                 | 26              |
| Nova Zelândia — Top 40 Singles (RMNZ)                       | 27              |
| Escócia — Singles Sales Top 100 (OCC)                       | 21              |
| Eslováquia — Singles Digital - Top 100 (FIIF)               | 28              |
| Suécia — Top Singles Top 100 (Sverigetopplistan)            | 50              |
| Reino Unido — Official Singles Chart Top 100 (OCC)          | 13              |
| Estados Unidos — Bubbling Under Hot 100 Singles (Billboard) | 1               |

Certificações e vendas
| Região — Associação (Vendas)    | Certificação |
| ------------------------------- | ------------ |
| Canadá — Music Canada (80 000)  | Platina      |
| Dinamarca — FIIF (45 000)       | Ouro         |
| Itália — FIMI (25 000)          | Ouro         |
| Reino Unido — BPI (400 000)     | Ouro         |
| Estados Unidos — RIAA (500 000) | Ouro         |